# Letnia Uniwersjada 1993

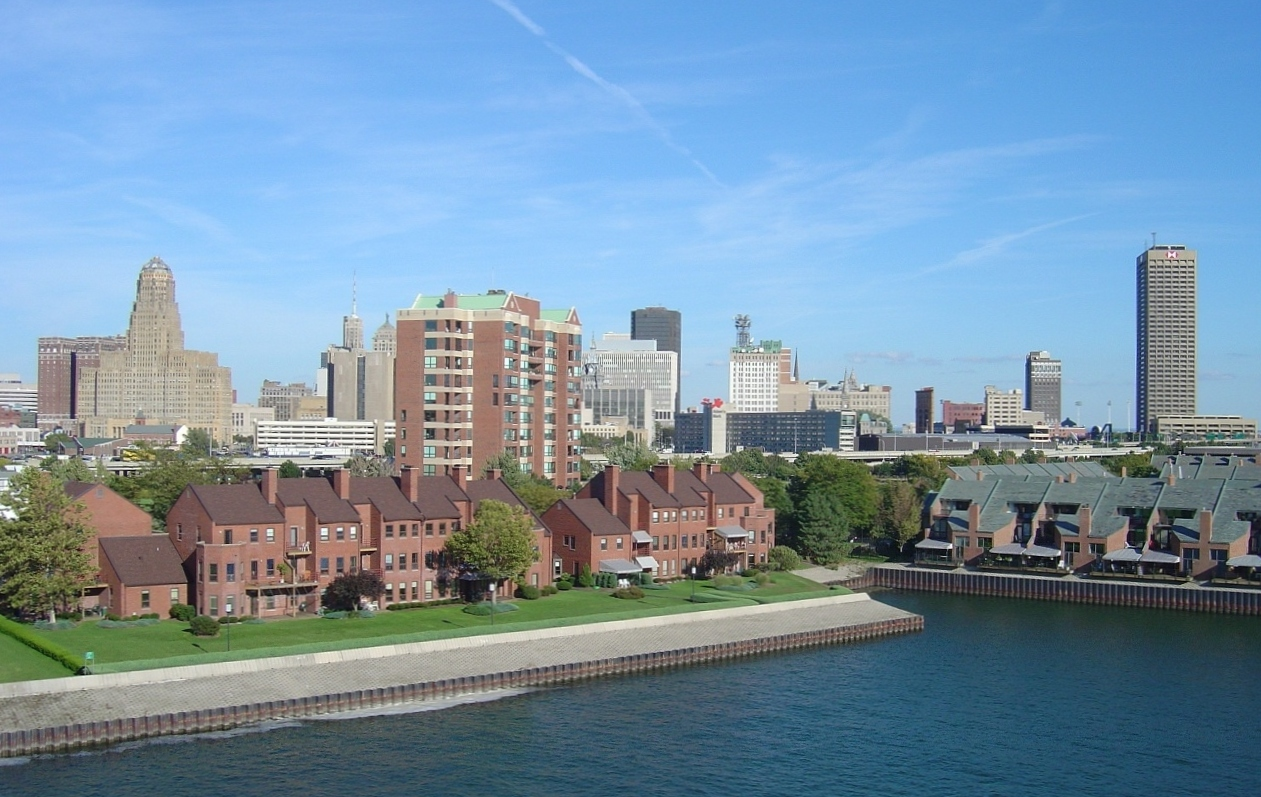
Buffalo

17. Letnia Uniwersjada – międzynarodowe zawody sportowców-studentów, które odbyły się w mieście Buffalo, w stanie Nowy Jork, w Stanach Zjednoczonych. Impreza została zorganizowana między 8 a 18 lipca 1993 roku. W uniwersjadzie wzięło udział 3582 zawodników ze 118 krajów, którzy rywalizowali w 12 dyscyplinach. Nad organizacją zawodów czuwała organizacja FISU.

## Dyscypliny

### Sporty obowiązkowe
| - Gimnastyka sportowa - Koszykówka - Lekkoatletyka | - Piłka nożna - Piłka wodna - Pływanie - Piłka siatkowa | - Szermierka - Tenis - Skoki do wody |
| Sporty wymienne                                    |                                                         |                                      |
| - Baseball                                         | - Wioślarstwo                                           |                                      |

## Polskie medale
Reprezentanci Polski zdobyli w sumie 8 medali. Wynik ten dał polskiej reprezentacji 14. miejsce w klasyfikacji medalowej.

### Złoto
- Robert Korzeniowski – lekkoatletyka, chód na 20 km – 1:22:01
- Renata Katewicz – lekkoatletyka, rzut dyskiem – 62,40
- Urszula Włodarczyk – lekkoatletyka, siedmiobój – 6127

### Srebro
- Adam Kurek, Radosław Panas, Witold Roman, Andrzej Solski, Mariusz Sordyl, Krzysztof Stelmach, Andrzej Stelmach, Jarosław Szalpuk, Andrzej Szewiński, Mariusz Szyszko – siatkówka

### Brąz
- Rafał Sznajder – szermierka, szabla
- Artur Wojdat, Artur Przywara, Krzysztof Cwalina, Rafał Szukała – pływanie, sztafeta 4 × 100 m stylem dowolnym mężczyzn – 3:25,94
- Marek Kolbowicz, Jarosław Nowicki, Robert Zaborski, Piotr Bujnarowski – wioślarstwo, czwórka podwójna
- Izabela Wiśniewska – wioślarstwo, jedynka